# Allantodia obtusipinnula
Allantodia obtusipinnula là một loài thực vật có mạch trong họ Woodsiaceae. Loài này được Ching miêu tả khoa học đầu tiên năm 1964.